# Чильгир-Боко
Чильгир-Боко — знатный меркит, живший во второй половине XII века, младший брат меркитского вождя Тохтоа-беки.
Помимо Тохтоа-беки, у Чильгира был ещё один старший брат — Чиледу. В молодые годы за Чиледу была сосватана девушка-олхонутка Оэлун, однако вскоре после свадьбы её украл нойон Есугей-багатур из рода кият-борджигин. Мстя за обиду, нанесённую Есугеем, около 1184 года три сотни меркитов напали на становище его старшего сына Тэмуджина, похитив его молодую жену Бортэ. Поскольку Чиледу к тому времени уже скончался, то Бортэ, согласно обычаю, была отдана в качестве наложницы Чильгиру. 
Существует мнение, что именно Чильгир был настоящим отцом Джучи, который считается старшим сыном Тэмуджина. Когда Тэмуджин собрал войско и разбил меркитов, Бортэ возвратилась к мужу уже беременной и родила вскоре после похода. Несмотря на то, что Тэмуджин признавал Джучи своим сыном, сомнения в происхождении последнего высказывались на протяжении всей его жизни. 
Что касается самого Чильгира, то его судьба после разгрома меркитов остаётся неизвестной. Скорее всего, он погиб или бежал.

## В культуре
Чильгир-Боко стал персонажем романа Исая Калашникова «Жестокий век» (1978).